# Surîsul Hiroshimei
"Surâsul Hiroshimei și alte versuri" este titlul unui volum de poezii ale lui Eugen Jebeleanu, publicat în 1958. În 1973 și 1978 au apărut la Editura Minerva traduceri ale poeziilor în alte limbi.
În 1995 Dan Buciu a înregistrat la Electrecord "Surâsul Hiroshimei", poem coral pentru trei coruri, recitare și bandă magnetică.